# Abel Hernández (escriptor)
Abel Hernández (Sarnago, Soria, 1937) és un periodista, teòleg i escriptor espanyol.

## Biografia
Va cursar estudis de Filosofia i Lletres i és llicenciat en Ciències de la Informació per la Universitat Complutense de Madrid i en Teologia per la Universitat de Comillas.
És analista polític, ha estat cap d'Informació Nacional del diari Informaciones, editorialista del Diari 16, adjunt al director i cap d'opinió de El Independiente i director i columnista del diari Ya. També va exercir tasques de redactor en cap a la Ràdio Nacional d'Espanya, on va crear els programes 24 horas i Frontera.

## Obres
- La España que quisimos. Diario de un periodista l'any de la Constitución, que recollia el diari de l'autor el 1978.
- Converses sobre Espanya (1994)
- El quinto poder (1995); l'edició de discursos d'Adolfo Suárez, amb el títol d'Adolfo Suárez. Fue posible la concordia (1996).
- Historias de la Alcarama (2008), reportatge costumista
- Secretos de la Transición (2014)

## Premis
- Premi Nacional d'Informació
- Premi Ondas
- Premi Bravo
- XXVI Premi Espasa d'Assaig (2009), per la seva obra Suárez y el Rey.